# العلاقات السريلانكية الصربية
العلاقات السريلانكية الصربية هي العلاقات الثنائية التي تجمع بين سريلانكا وصربيا.

## مقارنة بين البلدين
هذه مقارنة عامة ومرجعية للدولتين:
| وجه المقارنة                                              | سريلانكا                         | صربيا                                                      |
| --------------------------------------------------------- | -------------------------------- | ---------------------------------------------------------- |
| المساحة (كم2)                                             | 65.61 ألف                        | 88.36 ألف                                                  |
| عدد السكان (نسمة)                                         | 21.44 مليون                      | 7.02 مليون                                                 |
| الكثافة السكانية (ن./كم²)                                 | 326.78                           | 79.45                                                      |
| العاصمة                                                   | سري جاياواردنابورا كوتي، كولمبو  | بلغراد                                                     |
| اللغة الرسمية                                             | اللغة السنهالية، اللغة التاميلية | اللغة الصربية                                              |
| العملة                                                    | روبية سريلانكي                   | دينار صربي                                                 |
| الناتج المحلي الإجمالي (بليون دولار)                      | 87.17 مليار                      | 41.43 مليار                                                |
| الناتج المحلي الإجمالي (تعادل القوة الشرائية) بليون دولار | 246.62 مليار                     | 100.13 مليار                                               |
| الناتج المحلي الإجمالي الاسمي للفرد دولار أمريكي          | 3.93 ألف                         | 5.24 ألف                                                   |
| الناتج المحلي الإجمالي للفرد دولار أمريكي                 | 11.11 ألف                        | 13.59 ألف                                                  |
| مؤشر التنمية البشرية                                      | 0.757                            | 0.771                                                      |
| رمز المكالمات الدولي                                      | +94                              | +381                                                       |
| رمز الإنترنت                                              | .lk،                             | .rs، .срб ‏                                                 |
| المنطقة الزمنية                                           | ت ع م+05:30                      | توقيت وسط أوروبا، ت ع م+01:00، ت ع م+02:00، أوروبا/بلغراد ‏ |

## منظمات دولية مشتركة
يشترك البلدان في عضوية مجموعة من المنظمات الدولية، منها:
| علم المنظمة | اسم المنظمة                               | تاريخ انضمام سريلانكا | تاريخ انضمام صربيا |
| ----------- | ----------------------------------------- | --------------------- | ------------------ |
|             | مؤسسة التنمية الدولية                     | 27 يونيو 1961         | 25 فبراير 1993     |
|             | يونسكو                                    | 14 نوفمبر 1949        | 20 ديسمبر 2000     |
|             | وكالة ضمان الاستثمار متعدد الأطراف        | 27 مايو 1988          | 19 مارس 1993       |
|             | الأمم المتحدة                             | 14 ديسمبر 1955        | 1 نوفمبر 2000      |
|             | الاتحاد البريدي العالمي                   | ?                     | ?                  |
|             | البنك الدولي للإنشاء والتعمير             | 29 أغسطس 1950         | 25 فبراير 1993     |
|             | المنظمة الهيدروغرافية الدولية             | ?                     | ?                  |
|             | الاتحاد الدولي للاتصالات                  | 1897                  | 1 يونيو 2001       |
|             | منظمة حظر الأسلحة الكيميائية              | ?                     | ?                  |
|             | مؤسسة التمويل الدولية                     | 20 يوليو 1956         | 25 فبراير 1993     |
|             | المركز الدولي لتسوية المنازعات الاستشارية | 11 نوفمبر 1967        | 8 يونيو 2007       |
|             | منظمة الشرطة الجنائية الدولية             | ?                     | ?                  |

## وصلات خارجية
- موقع وزارة الخارجية السريلانكية
- موقع وزارة الخارجية الصربية